# Kościół Bożego Ciała i klasztor Karmelitów w Mińsku
Kościół Bożego Ciała (biał. Касцёл Божага Цела) – kościół katolicki w Mińsku znajdujący się przy ulicy Hierasimienki 6/1 w rejonie Zawodzkim, mikrorejonie Angarska. Do świątyni przylega klasztor Karmelitów.

## Historia
31 maja 2018 r. uroczyście wmurowano kamień węgielny pod budowę świątyni przywieziony z klasztoru św. Teresy z Ávili. Pobłogosławił go arcybiskup mińsko-mohylewski Tadeusz Kondrusiewicz. Kościół jest nadal w budowie.  